# Tom T. Hall
Pour les articles homonymes, voir Hall.
Thomas Hall (né le 25 mai 1936 à Tick Ridge près d'Olive Hill et mort le 20 août 2021 à Franklin), connu sous le nom de scène Tom T. Hall et surnommé officieusement « The Storyteller »,, est un auteur-compositeur-interprète de musique country.

## Biographie
Il a écrit douze chansons no 1, et vingt-six autres qui ont atteint le top 10, dont le tube pop crossover international Harper Valley PTA (en), et I Love (en) qui a atteint la 12e place du Billboard Hot 100.
Il figure dans la liste des « 100 plus grands auteurs-compositeurs » de Rolling Stone. Il a été intronisé au Country Music Hall of Fame en 2008 et à l'International Bluegrass Music Hall of Fame (en) aux côtés de sa femme Dixie en 2018.

## Discographienotable
- In Search of a Song (1971)
- We All Got Together and... (1972)
- Places I've Done Time (1978)
- Song in a Seashell (1985)

## Travaux
- How I Write Songs, Why You Can (1976), Chappell Music Co.  (ISBN 978-0882544236)
- The Songwriter's Handbook (1976), Rutledge Hill Press  (ISBN 9781558538603)
- The Storyteller's Nashville (1979), Doubleday & Co.; (Spring House Press, 2016),  (ISBN 978-1-940611-44-0)
- The Laughing Man of Woodmont Coves (1982), Doubleday & Co.  (ISBN 9781557282255)
- The Acts of Life (1986), The University of Arkansas Press  (ISBN 9780938626718)
- Spring Hill, Tennessee (1990), Longstreet Press, Inc.  (ISBN 9780929264738)
- What a Book! (1996), Longstreet Press, Inc.  (ISBN 9781563523403)